# Karaczany Austrii
Karaczany Austrii – ogół taksonów owadów z rzędu karaczanów (Blattodea) stwierdzonych na terenie Austrii.

## Karaczanowate(Blattidae)
- Blatta orientalis Linnaeus, 1758[1] – karaczan wschodni
- Periplaneta americana (Linnaeus, 1758)[2] – przybyszka amerykańska
- Periplaneta australasiae (Fabricius, 1775)[3] – przybyszka australijska

## Prusakowate(Blattellidae)
- Blattella germanica (Linnaeus, 1767)[4] – karaczan prusak
- Ectobius erythronotus Burr, 1898[5]
- Ectobius lapponicus (Linnaeus, 1758)[6] – zadomka polna
- Ectobius supramontes Bohn, 2004[7]
- Ectobius sylvestris (Poda, 1761)[8] – zadomka leśna
- Phyllodromica brevipennis (Fischer, 1853)[9]
- Phyllodromica maculata (Schreber, 1781)[10] – bezżyłka plamista
- Phyllodromica megerlei (Fieber, 1853)[11]